# Ylva Hellerud
Ylva Hellerud, född 14 april 1955, är en svensk översättare. 1992–1993 var hon lektor i svenska vid Islands universitet i Reykjavik. Hon översätter från både engelska och isländska till svenska och allt från romaner till långfilmer. Ylva Hellerud och hennes syster Åsa Hellerud textar även norska, danska, isländska och färöiska program för SVT. Hon har översatt de flesta av isländska Arnaldur Indriðasons deckare. Hon var också en av den isländsk-svenska ordboken Islex svenska redaktörer.
Utöver Arnaldur Indriðason har Hellerud även översatt Sigurjón Magnússon, Sjón och Yrsa Sigurðardóttir.

## Priser och utmärkelser
- 2011 – Stiftelsen Natur & Kulturs översättarpris[3]